# Terry Dunfield
Terry Dunfield (ur. 20 lutego 1982 w Vancouver) – kanadyjski piłkarz występujący na pozycji pomocnika. Zawodnik klubu Vancouver Whitecaps.

## Kariera klubowa
Dunfield karierę rozpoczynał w 1997 roku jako junior w angielskim Manchesterze City. W 2000 roku został włączony do jego pierwszej drużyny, grającej w Premier League. W tych rozgrywkach zadebiutował 19 maja 2001 roku w przegranym 1:2 pojedynku z Chelsea. W tym samym roku spadł z zespołem do Division One. W Manchesterze spędził jeszcze rok, jednak nie zagrał tam już w żadnym meczu.
W 2002 roku Dunfield odszedł do Bury z Division Four. Jego barwy reprezentował przez 3 lata. Następnie grał w Worcester City z Conference oraz drużynach Macclesfield Town i Shrewsbury Town z League Two.
W 2010 roku Dunfield przeszedł do kanadyjskiego Vancouver Whitecaps z amerykańskiej ligi USSF Division 2 Professional League. Od 2011 roku rozpoczął z klubem starty w MLS. W tych rozgrywkach zadebiutował 19 marca 2011 roku w wygranym 4:2 spotkaniu z Toronto FC, w którym strzelił także gola.

## Kariera reprezentacyjna
Dunfield jest byłym reprezentantem Kanady U-20 oraz U-23. W pierwszej reprezentacji Kanady zadebiutował 29 maja 2010 roku w zremisowanym 1:1 towarzyskim meczu z Wenezuelą. 1 czerwca 2011 roku w zremisowanym 2:2 towarzyskim spotkaniu z Ekwadorem strzelił pierwszego gola w drużynie narodowej.
W tym samym roku został powołany do kadry na Złoty Puchar CONCACAF.